# Фельденкирхен, Вильфрид
Ви́льфред Фельденки́рхен (25 октября 1947, Кёльн, Германия — 21 июня 2010, Хинтерцартен) — немецкий профессор и специалист по экономической истории.
Вильфред Фельденкирхен изучал экономические науки, историю и английский язык в университетах Кёльна и Бонна. После получения докторской степени в 1974 году, он работал научным ассистентом. После профессуры в Бонне он получил академическое место в Саарбрюккене, а с 1980 года стал профессором экономической, социальной и корпоративной истории на факультете экономических и социальных наук Университета Эрлангена-Нюрнберга. Профессор Фельденкирхен публиковал различные монографии и статьи в научной печати. В 1982 году он получил премию Хайнца Майера-Лейбница, а в 1987 — премию Ньюкомена.
С 1984 года он стал советником компании «Siemens AG» и много лет проработал научным руководителем «Siemens Archive» и «Siemens Forums», основанных по его инициативе.
Профессор Фельденкирхен погиб 21 июня 2010 года в результате аварии электромобиля — реплики электромобиля Elektrische Viktoria, который производился компанией в начале XX века.

## Работы
- Die deutsche Wirtschaft im 20. Jahrhundert. Munich 1998, ISBN 3-486-55744-0.
- Werner von Siemens. Erfinder und internationaler Unternehmer. Berlin 1992, ISBN 3-8009-4156-2.
- Die Eisen- und Stahlindustrie des Ruhrgebiets 1879—1914. Wachstum, Finanzierung und Struktur ihrer Großunternehmen. Wiesbaden 1982, ISBN 3-515-03463-3.
- Der Handel der Stadt Köln im 18. Jahrhundert (1700—1814). Bonn 1975.